# Церковь Сретения Господня (Базковская)
Церковь Сретения Господня (Свято-Сретенский храм) —  православный храм Шахтинской и Миллеровской епархии, Верхнедонское благочиние, находящийся в станице Базковской Шолоховского района Ростовской области.

## История
Первый Сретенский храм был построен в 1907 году в центре станицы, был он деревянный и имел три престола: главный придел — в честь Сретения Господня, два крайних — в честь Святителя Николая и Преподобного Серафима Саровского.
Пережив Октябрьскую революцию и Гражданскую войну (здесь жили прототипы героев «Тихого Дона» Григорий Мелехов и Аксинья), церковь ещё работала в Великую Отечественную войну. В 1950-х годах она была закрыта и переоборудована под клуб. В 1961 году храм сгорел; рядом с пепелищем был построен каменный клуб, установлены памятник Ленину и трибуна для митингов.
В 1992 году, после распада СССР, в станице Базковской станице снова образовался Приход православных христиан. В пятистах метрах от прежнего места деревянного храма в помещении детского сада было обустроено помещение под молитвенный дом, где начались совершаться церковные службы. В августе 1996 года архиепископ Ростовский и Новочеркасский Пантелеимон благословил строительство нового каменного двух-престольного храма: главный – Сретения Господня, а на цокольном этаже — Серафима Саровского и Святителя Николая. Проект храма был заказан в Ростове-на-Дону, его авторами стали архитекторы Сулименко С.Д. и Пищулина В.В. Освящение храма  Сретения Господня состоялось 24 октября 2010 года архиепископом Пантелеимоном.
Новая церковь строилась в двухстах метрах от старой. Перед началом её строительства в Базковскую приехал Губернатор Ростовской области Чуб В. Ф. — в станице жила его мать. На сходе станичников губернатор объявил о пожертвовании на строительство храма 20 миллионов рублей от имени Ростовской администрации. 
Свято-Сретенский храм имеет вид Греческого равностороннего креста со сторонами 17 на 17 метров с прилегающей колокольней без трапезной части. Высота от земли до купольного яблока также составляет 17 метров. Настоятелем храма в настоящее время является протоиерей Владимир Поляков.